# Els Poblets
Els Poblets ist eine spanische Gemeinde (municipio) in der Comunitat Valenciana mit 2.684 Einwohnern (800 davon deutsche Staatsbürger; Stand: 2024), welche sich im Norden der Provinz Alicante in der Region Marina Alta befindet. Die Ortschaft liegt zwischen den Bergen und dem Mittelmeer am kleinen Fluss Girona. Am 12. Oktober 2007 verursachte ein Hochwasser schwere Schäden.

## Geschichte
Die Geschichte von Els Poblets (deutsch: Die Dörfer) geht bis in die Römerzeit zurück. Heute bilden ein alter Wachturm und die Überreste einer römischen Villa die Zeugen dieses Ursprungs.
Els Poblets entstand durch den Zusammenschluss der drei Dörfer Setla, Mira-Rosa und Miraflor. Eine erste Vereinigung geschah im 17. Jahrhundert unter dem Namen Els Llocs (deutsch: Die Orte), die Dörfer trennten sich aber wieder. Am 6. Mai 1971 vereinigten sie sich zum zweiten Mal und gaben sich den Namen "Els Poblets".

## Heutige Situation
Heute lebt der Ort von traditionellem Handel und Kunsthandwerk, aber auch zunehmend von Einnahmen aus dem Tourismus. Hier befinden sich zahlreiche großzügige Wohn- und Ferienhäuser, oft im Besitz von Deutschen, die in Els Poblets ihren Erst- oder Zweitwohnsitz haben. 
Das einwöchige Patronatsfest von Els Poblets wird zu Ehren des Divino Salvador (deutsch: heiliger Erretter) jedes Jahr am 28. Juli begangen und geht zurück auf den Fund einer Heiligenstatue an der Platja Almadrava. Der Legende zufolge wollte die Besatzung eines Schiffes diese Statue beim ersten Anblick der Küste nach einer anstrengenden Fahrt dem Meer opfern.
Zu den Feierlichkeiten des Patronatsfests gehören unter anderem Stiertreiben, Paella-Nächte, Kirmes, Correfocs (Feuerwerke), Straßenumzüge, Pelota-Turniere und der Schaukampf der "Moros y Cristianos". Die Festivitäten erreichen am 6. August, dem "Tag des Erretters" ihren Höhepunkt. Dazu werden die Bewohner des Ortes im Zuge einer Despertà mit Böllern geweckt. Im Anschluss finden Straßenumzüge, eine Prozession und eine Heilige Messe zu Ehren des Schutzpatrons statt. Das Ende der Festivitäten bildet alljährlich ein beeindruckendes Feuerwerk.
Partnergemeinde ist seit 2004 Lugnano in Teverina in Umbrien, Italien.